# Caproni Ca.3
Caproni Ca.3 là một loại máy bay ném bom hạng nặng của Ý trong Chiến tranh thế giới I và sau chiến tranh.

## Biến thể
- Ca.34 và Ca.35
- Ca.36
  - Ca.36M hay Ca.36 mod
  - Ca.36S
- Ca.37
- Ca.39
- Ca.56a

## Quốc gia sử dụng
Argentina
- Không quân Argentina

 Italy
- Corpo Aeronautico Militare
- Regia Aeronautica

 Pháp
 Anh Quốc
 USA
- Lực lượng Viễn chinh Hoa Kỳ

## Tính năng kỹ chiến thuật (Ca.36)
Đặc tính tổng quan
- Kíp lái: 4
- Chiều dài: 11,05 m (36 ft 3 in)
- Sải cánh: 22,74 m (74 ft 7 in)
- Chiều cao: 3,7 m (12 ft 2 in)
- Diện tích cánh: 95,6 m2 (1.029 foot vuông)
- Trọng lượng rỗng: 2.300 kg (5.071 lb)
- Trọng lượng cất cánh tối đa: 3.800 kg (8.378 lb)
- Động cơ: 3 × Isotta-Fraschini V.4B kiểu động cơ piston thằng hàng 6 xy-lanh, làm mát bằng nước, 112 kW (150 hp) mỗi chiếc

Hiệu suất bay
- Vận tốc cực đại: 137 km/h (85 mph; 74 kn)
- Tầm bay: 599 km (372 mi; 323 nmi)
- Trần bay: 4.844 m (15.892 ft)
- Vận tốc lên cao: 2,083 m/s (410,0 ft/min)

Vũ khí trang bị

2 × Súng máy FIAT-Revelli
6,5 mm hoặc 7,7 mm 
- 800 kg (1.764 lb)) bom